# Machimus inutilis
Machimus inutilis är en tvåvingeart som beskrevs av Stanley Willard Bromley 1935. Machimus inutilis ingår i släktet Machimus och familjen rovflugor. Inga underarter finns listade i Catalogue of Life.